# Kostjantyn Machnovs'kyj
Kostjantyn Mychajlovyč Machnovs'kyj (in ucraino Костянтин Михайлович Махновський?; Horodyšče, 1º gennaio 1989) è un ex calciatore ucraino, di ruolo portiere.

## Carriera

### Club
Nel 2007 entra a far parte del Piotrcovia Piotrków Trybunalski. Durante il mercato di gennaio è stato mandato in prestito al ŁKS Łódź, dove ha fatto solo 2 presenze. Prima della stagione 2008-2009 ha firmato un contratto con il Legia Varsavia. Ha fatto il suo debutto il 18 settembre 2010, nella sconfitta fuori casa per 2-1 contro lo Zagłębie Lubin. Nel febbraio 2011, è stato ceduto in prestito all'Obolon' per mezza stagione. Debutta con il Sevastopol' il 14 luglio 2012 nel pareggio casalingo per 2-2 contro il Naftovyk-Ukrnafta.

### Nazionale
Ha giocato nelle nazionali giovanili ucraine Under-16 ed Under-17.

## Palmarès

### Club

#### Competizioni nazionali
- Supercoppa di Polonia: 1

Legia Varsavia: 2008
- Coppa di Polonia: 1

Legia Varsavia: 2010-2011
- Perša Liha: 1

Sevastopol': 2012-2013